# Antoni Opolski (szlachcic)
Antoni Opolski herbu Cholewa (ur. 1844 w Rzeszowie, zm. 1909 tamże) – polski szlachcic, rzeźnik, przewodniczący Stowarzyszenia Rzeźników, radny m. Rzeszowa.
Pochodził ze zubożałej rodziny szlacheckiej herbu Cholewa, która osiadła w Rzeszowie na początku XIX wieku. W 1863 r. wziął udział w powstaniu styczniowym. Po jego upadku był radnym miasta Rzeszowa i członkiem Wydziału Kasy Oszczędności. Zmarł w 1909 r. i został pochowany na rzeszowskim Starym Cmentarzu w kwaterze VII. Jego grób nie zachował się.